# Nouhuysia pauciflora
Nouhuysia pauciflora är en tvåhjärtbladig växtart som först beskrevs av Albert Charles Smith, och fick sitt nu gällande namn av Van Steenis. Nouhuysia pauciflora ingår i släktet Nouhuysia och familjen Calophyllaceae. Inga underarter finns listade i Catalogue of Life.